# Sergio Postigo Cruz
|  | Per a altres significats, vegeu «Sergio Postigo». |

Sergio Postigo Cruz (La Línea de la Concepción, Cadis, Espanya, 11 d'agost de 1985) és un director de cinema, que també exerceix com guionista, director de fotografia i muntador. Després de concloure els estudis de llicenciatura en Comunicació audiovisual a la Universitat de Màlaga, la seua carrera se centra actualment, sobretot, en la realització de videoclips i curtmetratges, d'entre els quals destaca fins avui La buena educación, premiat al certamen MálagaCrea 2012, seleccionat a diversos festivals nacionals i el curt del mes en la web cortometrajesonline.com en octubre de 2014.